# Rugby Europe Championship 2021
El Rugby Europe Championship de 2021 fue la quinta edición bajo el nuevo formato del segundo torneo de rugby más importante de Europa después del Torneo de las Seis Naciones.
El torneo formó parte junto a la edición 2022 de la clasificación europea a la Copa Mundial de Rugby de 2023, otorgando dos plazas directas y un cupo al repechaje mundial.

## Clasificación
| Pos. | País         | Partidos | Partidos | Partidos  | Partidos | Anotación | Anotación | Anotación  | Puntos Bonus | Puntos |
| Pos. | País         | Jugados  | Ganados  | Empatados | Perdidos | A favor   | En contra | Diferencia | Puntos Bonus | Puntos |
| ---- | ------------ | -------- | -------- | --------- | -------- | --------- | --------- | ---------- | ------------ | ------ |
| 1    | Georgia      | 5        | 5        | 0         | 0        | 154       | 64        | +90        | 4            | 24     |
| 2    | Portugal     | 5        | 3        | 0         | 2        | 196       | 139       | +57        | 2            | 14     |
| 3    | Rumania      | 5        | 3        | 0         | 2        | 136       | 104       | +32        | 2            | 14     |
| 4    | España       | 5        | 2        | 0         | 3        | 164       | 109       | +55        | 4            | 12     |
| 5    | Rusia        | 5        | 2        | 0         | 3        | 97        | 142       | -45        | 1            | 9      |
| 6    | Países Bajos | 5        | 0        | 0         | 5        | 73        | 252       | -179       | 0            | 0      |

Nota: Se otorgan 4 puntos por victoria, 2 por empate y 0 por derrota.
Puntos Bonus: 1 punto por convertir, al menos, 3 ensayos más que el rival en un partido (BO) y 1 al equipo que pierda por 7 o menos puntos de diferencia (BD). *También 1 punto bonus por Grand Slam.

## Desarrollo

### Jornada 1
| 6 de marzo | Rusia | 18 - 13 | Rumania | Estadio Olímpico de Sochi, Sochi |  |
|            |       | Reporte |         |                                  |  |

| 6 de marzo | Portugal | 16 - 29 | Georgia | Estadio Nacional de Portugal, Lisboa |  |
|            |          | Reporte |         |                                      |  |

### Jornada 2
| 13 de marzo | Portugal | 27 - 28 | Rumania | Estadio Nacional de Portugal, Lisboa |  |
|             |          | Reporte |         |                                      |  |

| 14 de marzo | España | 19 - 25 | Georgia | Estadio Nacional Complutense, Madrid |  |
|             |        | Reporte |         |                                      |  |

### Jornada 3
| 20 de marzo | Rusia | 6 - 23  | Georgia | Estadio de Kaliningrado, Kaliningrado |  |
|             |       | Reporte |         |                                       |  |

| 20 de marzo | Rumania | 22 - 16 | España | Estadio Arcul de Triumf, Bucarest |  |
|             |         | Reporte |        |                                   |  |

### Jornada 4
| 27 de marzo | Portugal | 43 - 28 | España | Estadio Nacional de Portugal, Lisboa |  |
|             |          | Reporte |        |                                      |  |

| 28 de marzo | Georgia | 28 - 17 | Rumania | Estadio Mikheil Meskhi, Tbilisi |  |
|             |         | Reporte |         |                                 |  |

### Encuentros reprogramados
| 26 de junio | Georgia | 48 - 15 | Países Bajos | Caucasus Arena, Telavi |  |
|             |         | Reporte |              |                        |  |

| 10 de julio | Países Bajos | 28 - 61 | Portugal | NRCA Stadium, Ámsterdam |  |
|             |              | Reporte |          |                         |  |

| 17 de julio | Rusia | 26 - 49 | Portugal | Nizhny Novgorod Stadium, Nizhny Novgorod |  |

| 6 de noviembre | Países Bajos | 8 - 35  | Rusia | NRCA Stadium, Ámsterdam |  |
|                |              | Reporte |       |                         |  |

| 13 de noviembre | Rumania | 56 - 15 | Países Bajos | Estadio Arcul de Triumf, Bucarest |  |
|                 |         | Reporte |              |                                   |  |

| 14 de noviembre | España | 49 - 12 | Rusia | Estadio de Rugby El Pantano, Villajoyosa |  |
|                 |        | Reporte |       |                                          |  |

| 18 de diciembre | Países Bajos | 7 - 52  | España | NRCA Stadium, Ámsterdam |  |
|                 |              | Reporte |        |                         |  |